# 民生码头
31°14′58″N 121°31′59″E / 31.24948°N 121.53319°E
民生港码头、又称民生码头，位于中华人民共和国上海市浦东新区民生路3号。民生港码头现存有厂房、倉庫、别墅、办公区以及高48米的8万吨筒仓等共十一栋建筑。8万吨筒仓曾經是亞洲最大的糧倉。

## 歷史
民生港码头其前身为清宣统二年（1910年）建成的英商蓝烟囱码头，有个万吨级泊位。民国十三年（1924年），当地政府完成二期工程两个万吨级泊位，成为远东设施最先进的码头。民生路轮渡站在民生路的最北端，来往于浦东浦西的渡口南接浦东民生路，北接浦西的丹东路，有对开轮渡，称民丹轮渡线。上海战役结束后，1953年码头划归上海港务局经营，属第二装卸作业区。1986年1月16日，第二装卸区改称民生装卸公司，即包括民生港码头、洋泾港码头和朱家门码头。2014年4月4日，公布为上海市文物保护单位。